# Renée Burlamacchi
Pour les articles homonymes, voir Burlamacchi.

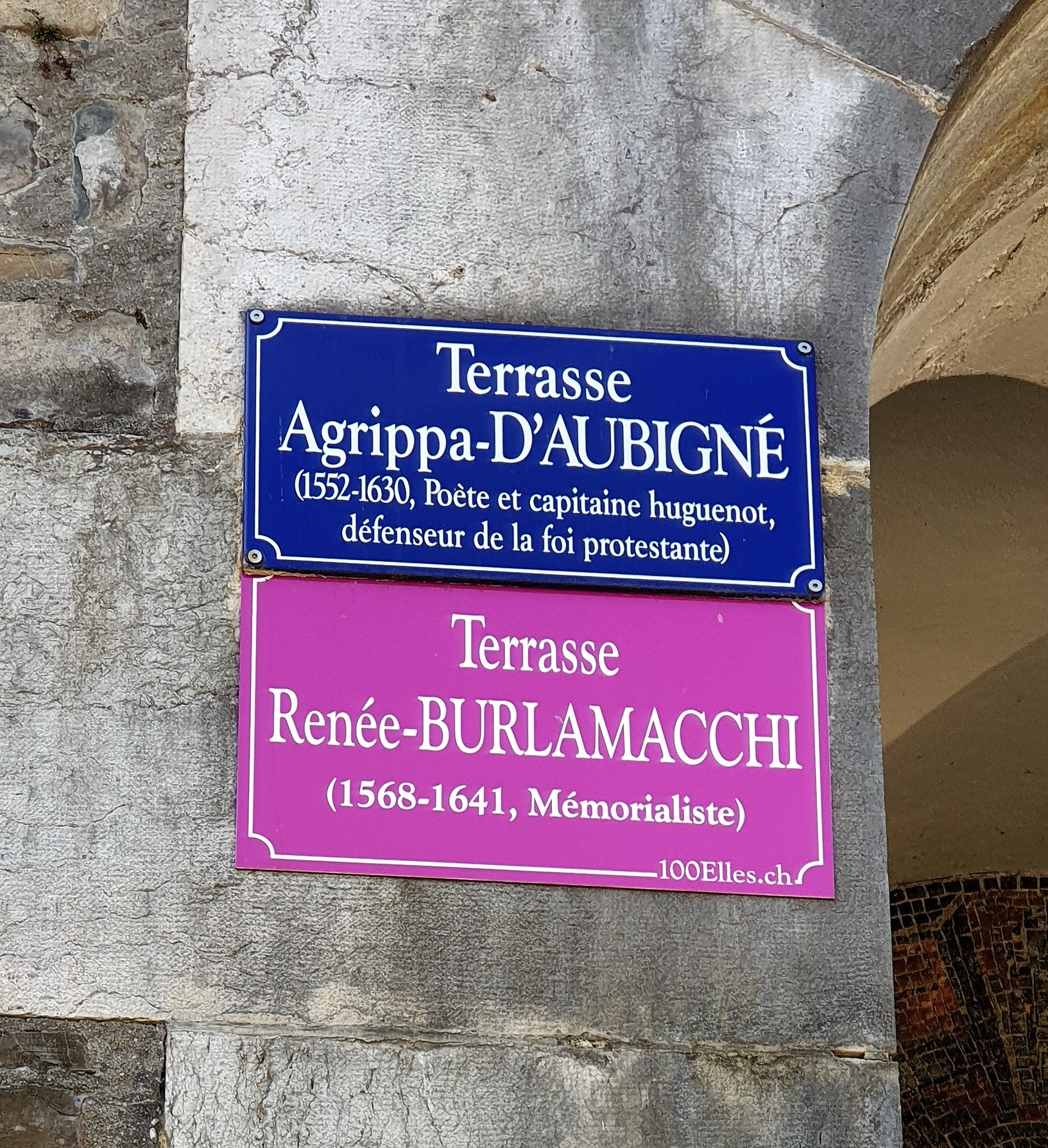
Postérité

Renée Burlamacchi est une femme de lettres italienne protestante née le 25 mars 1568 à Montargis et morte le 6 septembre 1641 au Petit-Saconnex. Femme de caractère, elle œuvre aux côtés de son second mari Agrippa d'Aubigné, alors exilé comme elle à Genève.

## Biographie

### Famille
Renée est issue d'une famille de notables de la ville de Lucques, en Italie. Les Burlamacchi sont nobles et portent d'or à la croix d'azur. Son grand-père paternel, Francesco Burlamacchi, a été un homme politique important de la ville, successivement membre du Conseil des Anciens de la République de Lucques et gonfalonier de Justice. Victime de ses visées politiques, il meurt mort décapité en 1548. Son père, Michele, est un banquier toscan ; né en 1532, il a épousé à Lucques en 1566 Chiara Calandrini, sa cadette de treize ans, dont la famille a embrassé la Réforme.
En Toscane, la bulle pontificale du 21 juillet 1542 provoque une vague de répression contre les huguenots : en 1567, Renée et Chiara fuient Lucques pour Paris, grâce à la protection de plusieurs princes et princesses sympathisants, liés aux Calandrini : Antoine de Bourbon, Louis Ier de Bourbon-Condé et Renée de France, duchesse de Ferrare. Celle-ci, fille du roi Louis XII et veuve du duc Hercule II d'Este, est rentrée en France en 1559 : dans son château de Montargis elle met en place une église réformée et accueille de nombreux réfugiés protestants.
C'est là que naît le 25 mars 1568 l'aînée des six enfants de Michele et Chiara ; Renée de France accepte d'en être la marraine, et la petite fille adopte son prénom.

### Une enfance en exil
Dans une France agitée par les guerres de Religion, les Burlamacchi mènent une vie errante pendant toute l'enfance et l'adolescence : en 1572, ils s'échappent de justesse de Paris après la Saint-Barthélémy, au cours de laquelle Michele Burlamacchi est blessé. Le duc de Bouillon les recueille à Sedan puis, en 1585 Michele devenu veuf émigre à Genève avec les enfants, ville d'accueil pour les protestants italiens.

### Premier mariage
Dans cette ville profondément acquise au calvinisme, Renée épouse le 29 mai 1586 le banquier Cesare Balbani, un marchand aisé de vingt-neuf ans issu d'une autre puissante famille de Lucques.

« Le 29 May 1586 j’épousay mon cher mari M. Cesar Balbani d’heureuse mémoire au temple de St. Germain en l’assemblée Italienne. M. Nicolas Balbani fut le ministre, qui benit notre mariage, que l’on peut dire avoir été le commencement de la restauration que Dieu fit sentir à notre pauvre et désolée famille, qui étoit fort incommodée des biens de la fortune. »

De 1587 à 1606, leur naissent dix enfants (sept fils et trois filles, qui mourront tous en bas âge). Cesare décède quant à lui le 26 avril 1621, laissant une veuve argentée de cinquante-trois ans.

### Agrippa d'Aubigné
Deux ans plus tard, le 24 avril 1623, Renée épouse Théodore Agrippa d'Aubigné, alors âgé de soixante-et-onze ans, lui-aussi réfugié à Genève depuis 1620 en raison de son adhésion au calvinisme,.
Pendant les dernières années de la vie du poète français, elle le seconde dans toutes ses activités, dans leur domicile de Genève ou en leur château de Crest à Jussy en Suisse.
Après sa mort en 1630, elle vit à Genève jusqu'à sa mort le 11 septembre 1641. Elle est inhumée auprès de son premier mari, dans le cimetière du quartier de Plainpalais.

## Œuvres
Femme de lettres elle-même, elle laisse :
- une relation des derniers instants d'Agrippa d'Aubigné (1630), Lettres sur la mort d'Agrippa d'Aubigné, in Théophile Heyer, Théodore-Agrippa d'Aubigné. Notice biographique avec lettres inédites, Mémoires d'Histoire et d'Archéologie de Genève, 17, 1872, p. 187, 205[2] ;
- des lettres personnelles adressées à ses proches[2] ;
- des mémoires familiaux consacrés à son père (1623)[2], Descrittione della vita e morte del signor Michele Burlamacchi gentilhuomo lucchese, missa in luce della signore Renea Burlamacchi, sua figlia, nel mese di gennaro del 1623 in Geneva, écrit dans un style dépouillé, évitant toute subjectivité[3]. Il en existe une traduction en français, attribuée à son fils adoptif Vincenzo Burlamacchi (1598-1682)[7] et éditée en 1844 par Gilles Dionysius Jacobus Schotel : Mémoires. De Dlle Renée fille de Michel Burlamaqui, La Haye, P. H. Noordendorp, 1844    (Wikisource) ;
- un Album poétique qui comporte des poèmes de son second mari (vers 1630), Album poétique, éd. Eugénie Droz, Bibliothèque d'Humanisme et Renaissance, 9, 1947, p.173-189[2] ;
- un testament (1641)[3].